# ميلودي بيتي
ميلودي بيتي (بالإنجليزية: Melody Beattie)‏ هي كاتِبة أمريكية، ولدت في 26 مايو 1948 في سانت بول في الولايات المتحدة.

## وصلات خارجية
- الموقع الرسمي